# Cielo sulla palude
Cielo sulla palude és una pel·lícula de drama històric italiana del 1949 dirigida per Augusto Genina, amb un argument basat en la biografia de Maria Goretti i protagonitzada per Rubi D'Alma, Michele Malaspina, Inés Orsini i Domenico Viglione Borghese. Va obtenir el Nastro d'Argento al millor director.

## Sinopsi
La família de Luigi Goretti, un treballador agrícola, troba allotjament i treball a la masia habitada pels colons Serenelli, pare i fill, en una zona pantanosa poc saludable, prop de Nettuno. El jove Alessandro Serenelli té una passió morbosa per la filla gran de Luigi, Maria. Al principi intenta atreure-la amb certa amabilitat, després intenta fer-ho servint-se de la violència i, rebutjat, arriba a amenaçar-la. A l'enèsima negativa, Alessandro l'ataca: la pobra noia mor després de patiments atroços suportats amb ferma fe i després d'haver perdonat al seu assassí.

## Repartiment
- Rubi D'Alma - La comtessa Teneroni
- Michele Malaspina - El comte
- Domenico Viglione Borghese - El metge
- Inés Orsini - Maria Goretti
- Assunta Radico - Assunta Goretti - La mare di Maria
- Giovanni Martella - Luigi Goretti - el pare di Maria
- Mauro Matteucci - Alessandro Serenelli
- Francesco Tomalillo - Giovanni Serenelli - el pare di Serenelli
- María Luisa Landín - Lucia
- Ida Paoloni - Teresa
- Federico Meloni - Angelo
- Jole Savoretti - Anna
- Giovanni Sestili - Mariano
- Vincenzo Solfiotti - Antonio

## Distribució
La pel·lícula es va estrenar al circuit de cinema italià el 24 de novembre de 1949.

## Crítica
| «                                                                   | "La història del martiri de Maria Goretti, narrada en termes hagiogràfics, gairebé d'exaltació religiosa, però amb connexions precises amb el món humà i social en què va tenir lloc, l'estret i tancat món camperol de principis de segle, descrit en termes neorealistes. Aquest és el tema d'aquesta pel·lícula de postguerra dirigida per Genina, després de set anys de silenci. Les antigues pel·lícules feixistes i bèl·liques ara són substituïdes per una pel·lícula d'inspiració cristiana, devota, exaltada i exaltadora, però la base del problema artístic no canvia. Ara, com aleshores, l'interès principal del director passa per la tècnica de rodatge, l'estil de la narració, la decoració formal i la cura artesanal, de manera que la seva pel·lícula, massa exaltada, no és res més que un conte popular digne i digne, ben dirigit, però tot a la superfície, tot resolt en l'esplendor de les imatges i en un cert gust realista que es pot confondre amb una anàlisi crítica en profunditat ... » | » |
| — Gianni Rondolino al catàleg de cinema italià 1945/1955 de Bolaffi | |   |

## Reconeixement
- Nastro d'Argento al millor director (1950)
- Premi de la Presidència del Consell de Ministres (1950)
- Premi millor director a la 10a Mostra Internacional de Cinema de Venècia (1949)[2]

El 2008 la pel·lícula fou seleccionada a la llista 100 film italiani da salvare.